# Hampsonicola deccerti
Hampsonicola deccerti is een vlinder uit de familie uilen (Noctuidae). De wetenschappelijke naam is voor het eerst geldig gepubliceerd in 1908 door Hampson.
De soort komt voor in Europa.